# Дечји логор у Ливну
Дечији логор у Ливну је био логор медицинско-експерименталног типа у околини истоименог градића у Независној Држави Хрватској за време Другог светског рата. 
Затвореници су била деца јеврејског и српског порекла у узрасту између пет и седам година. Медицинске експерименте на деци су вршили усташки доктори.